# Список храмов Шимского района Новгородской области
Список (неполный) включает в себя только существующие (на декабрь 2012 года) как древние так и современные храмовые постройки, расположенные на территории Шимского района Новгородской области. Часовни, молельные дома, приспособленные под церковь здания в него не входят. Возможна сортировка списка.
Действующие храмы относятся к Солецкому благочинию Новгородской епархии.
| Местонахождение | Название                                          | Год постройки                                       | Фотография |                                         |
| --------------- | ------------------------------------------------- | --------------------------------------------------- | ---------- | --------------------------------------- |
| Большие Угороды | Троицкая церковь                                  | 1898                                                |            | каменная, полуразрушенная               |
| Голино          | Церковь Петра и Павла                             | 1891                                                |            | каменная, действующая                   |
| Горцы           | Церковь Иконы Божией Матери Владимирская          | 1861                                                |            |                                         |
| Коростынь       | Церковь Успения                                   | 1736                                                |            | действующая                             |
| Любыни          | Церковь иконы Божией Матери «Знамение»            | 1815                                                |            | каменная, недействующая                 |
| Малая Уторгош   | Церковь Покрова Пресвятой Богородицы              |                                                     |            | каменная, полуразрушенная               |
| Менюша          | Церковь Троицы (она же храм Отроков Менюшских)    | 1841                                                |            | каменная с колокольней, полуразрушенная |
| Медведь         | Колокольня церкви Троицы                          | 1799                                                |            | полуразрушена                           |
| Пески           | Церковь Георгия Победоносца                       | 2002                                                |            | деревянная, действующая                 |
| Подгощи         | Церковь Троицы Живоначальной                      | 1805                                                |            | действующая                             |
| Подмошье        | Церковь иконы Божией Матери «Знамение»            | Деревянная -1783, каменная - 1796 (по Л. Н. Целепи) |            | каменная, полуразрушенная               |
| Шимск           | Церковь Церковь Благовещения Пресвятой Богородицы | 2002                                                |            | действующая                             |